# Aeroportul Tromsø
Aeroportul Tromsø (IATA: TOS, ICAO: ENTC) este un aeroport din Comuna Tromsø, Troms, Norvegia ce deservește zona Comuna Tromsø. Aeroportul a fost tranzitat în 2022 de 2.212.225 de pasageri. A fost deschis în 1963 și numit după zona deservită.
Situat la o altitudine de 10 m, aeroportul dispune de 1 pistă. Este operat de Avinor⁠(d).

## Infrastructură

### Piste
Aeroportul dispune de o singură pistă. Pista 01/19 are suprafața de asfalt și dimensiunile 2.447 m × 45 m. 